# ケルン (フリゲート・初代)
ケルン（ドイツ語: Köln, F 220）とは、西ドイツ海軍のフリゲートで、ケルン級フリゲートの1番艦である。同艦は、再軍備後の西ドイツが初めて自国で建造した大型水上戦闘艦でもある。
艦名はケルン市に由来し、ケルンの名を冠する艦艇としては4代目である。

## 艦歴
「ケルン」は、H.C.ストラッケン&ゾーン・ハンブルク造船所にて1957年12月21日に起工・建造され、翌1958年12月6日に進水した。その後艤装と試験航海を経て、1961年4月15日に西ドイツ海軍に就役した。
西ドイツ海軍就役後、「ケルン」は後に建造された姉妹艦と共に第2護衛艦戦隊（2. Geleitgeschwader）に配属された。
その後21年間にわたって就役し続けていた「ケルン」であるが、1979年に新型のブレーメン級フリゲートの建造が開始されたこともあり、1982年12月17日をもって退役した。
退役後の「ケルン」の船体は、当初は姉妹艦の予備部品供給源とするために保管されていたが、1989年7月に6番艦「F225 ブラウンシュヴァイク」が退役したのを最後に、西ドイツ海軍に現役のケルン級フリゲートは存在しなくなった。
このため「ケルン」の船体は1989年11月以降、シュレースヴィヒ＝ホルシュタイン州ノイシュタット市（de）にあるドイツ海軍の教育機関の一つ、海軍防衛訓練センター（Einsatzausbildungszentrum Schadensabwehr Marine、略称EAZS）において、艦内の火災及び浸水に対するダメージコントロール訓練に使用されている。